# Razika
Razika è una band indie rock norvegese formata da quattro ragazze provenienti da Bergen. Elementi distintivi del loro stile oltre alle chitarre dal suono retrò, che accompagnano quasi sempre in levare, sono i cori a più voci che fanno da sfondo alla voce principale.

## Storia del gruppo
Le componenti del gruppo sono quattro ragazze nate tutte nel 1991 e originarie di Bergen (Norvegia), già famosa per essere città natia di numerosi musicisti, componisti e interpreti norvegesi da Edvard Grieg ai Kings of Convenience, da Sissel Kyrkjebø ai Casiokids o ancora Burzum. Il complesso fondato nel 2006 vede pubblicato già nel 2008 il proprio brano Kommando sul disco Opplett 2008 prodotto dall'etichetta Opplett cui responsabili sono Erlend Øye e Mikal Telle.
Da allora il gruppo si è esibito in numerosi festival e concerti in Norvegia e non, tra i quali: il London International Ska Festival, i norvegesi Hovefestivalen e Øya Festivalen. Le Razika scrivono i testi delle loro canzoni sia in inglese che in norvegese che viene cantato con il tipico accento di Bergen. Il loro genere è una commistione di: ska, pop, vintage rock e indie rock, il tutto sporcato da un po' di reggae.
Nel 2012 la loro versione della canzone Ingen slipper unna politikken compare sul disco Real Ones & The Extended Family realizzato dai Real Ones in collaborazione con molti artisti emergenti norvegesi (da qui il titolo) tra i quali: Jonas Alaska, Sondre Lerche, Lars Lillo-Stenberg e i Casiokids.
Il loro secondo disco På Vei Hjem (2013) il cui titolo significa "sulla via di casa" o "tornando a casa" (in inglese "on the way home") ritrae in copertina le musiciste ai tempi della scuola elementare, loro quattro hanno anche frequentato assieme il liceo a Bergen seguendo l'indirizzo di musica. Questo disco è l'unico i cui testi siano interamente scritti in norvegese ed è anche il primo in cui le canzoni siano state registrate suonando tutti gli strumenti assieme e non invece unendoli con un editing post registrazione (come da loro dichiarato in diverse interviste). Questa metodologia di registrazione, la maggiore esperienza maturata negli anni di esibizioni e la produzione affidata alla Warner Music Group Company hanno reso questo album di qualità decisamente maggiore ai precedenti.
Il successo in patria è sicuramente maggiore di quello internazionale ma comunque sono da segnalare buone recensioni da parte di giornali come il New York Times, NME, ELLE, The Guardian.

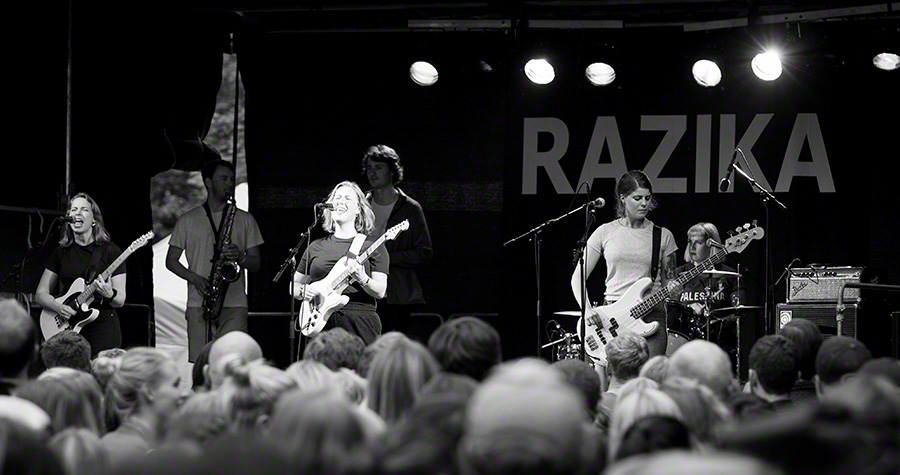
La band durante l'esibizione a Oslo all'evento "Piknik i Parken" nel 2016, dietro la sezione dei fiati

Numerosi loro testi sono a tema romantico/adolescenziale ma nonostante questo non bisogna associare alle Razika una mancanza di contenuti, infatti diverse volte si sono fatte sentire protestando contro la coercizione sociale che spinge le celebrità e le artisti femminili a farsi strada nei media spogliandosi e utilizzando il proprio corpo e non le proprie capacità. La loro posizione richiama ideali femministi che hanno espresso anche in un'intervista (datata maggio 2014) alla NRK (azienda radiotelevisiva di Stato, norvegese) dove hanno dichiarato di opporsi al dovere di essere sexy per poter fare un buono show e hanno ammesso che spesso è triste vedere come grandi artiste finiscano col girare video in bikini e realizzare copertine in topless conquistando così la fama ma perdendo la dignità di donna.
Vengono nominate al premio Spellemannprisen nel 2011 nella categoria Artisti Emergenti, nel 2013 con På Vei Hjem nella categoria Miglior Artista Pop e nuovamente nel 2015 nella categoria Miglior Artista Indie.
Nel 2015 si esibiscono gratuitamente ad un concerto organizzato, in Norvegia a Vevring sul fiordo Førdefjord, per una protesta contro il progetto di creare dei bacini sottomrini per lo stoccaggio di rifiuti (submarine tailing disposal) nel fiordo Førdefjord.
Nel 2016 il gruppo pubblica il singolo Se deg ikke tilbake che critica le politiche di destra, contro l'accoglienza dei migranti in Norvegia, sostenute in particolare da Sylvi Listhaug. Listhaug viene infatti citata indirettamente nel testo del brano anche se il nome non viene mai reso volutamente esplicito.
Nel 2018 il gruppo Razika torna a pubblicare alcuni singoli e un nuovo album dal nome Sånn Kjennes Verden Ut. L'album porta delle novità nello stile del gruppo denotato da sonorità più synth pop e con la presenza di sintetizzatori e tastiere tra gli strumenti. I brani dell'album sono tutti in norvegese e sono presenti delle tracce di skit parlato. Dopo l'uscita dell'album la band annuncia che il gruppo verrà sciolto alla fine del tour estivo del 2019.

## Componenti
- Marie Amdam: cantante/chitarra di accompagnamento/ tastiere
- Marie Moe: basso elettrico /corista
- Maria Råkil: cantante /chitarra elettrica/ chitarra solista
- Embla Karidotter: batteria /corista /cantante

Razika, membri
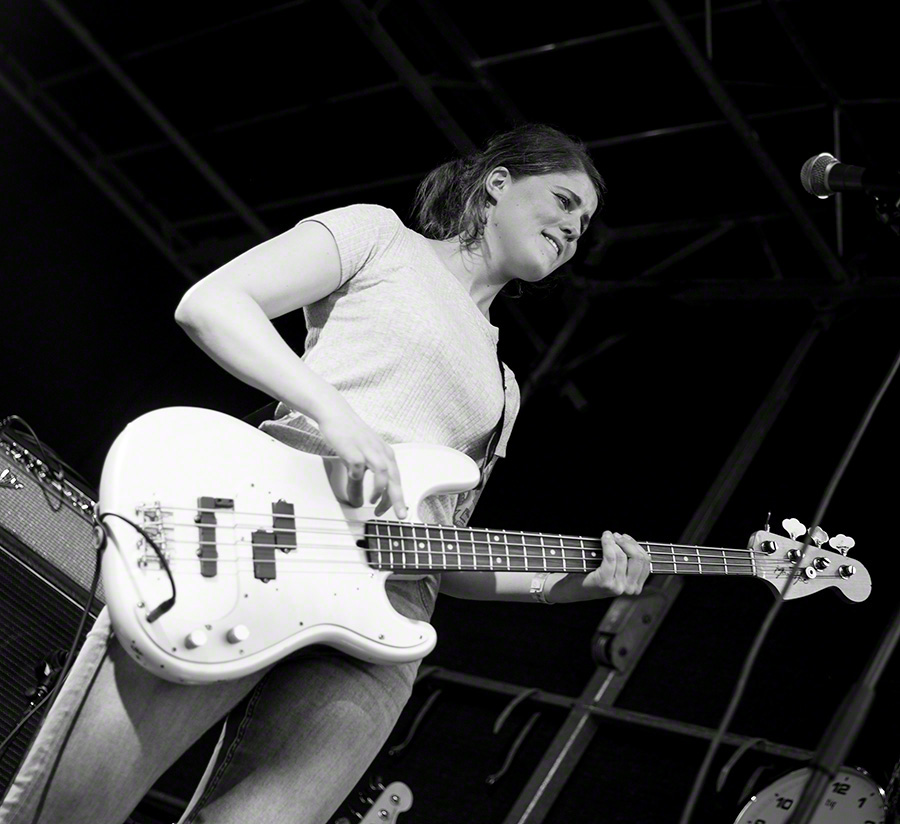
Marie Moe (basso)
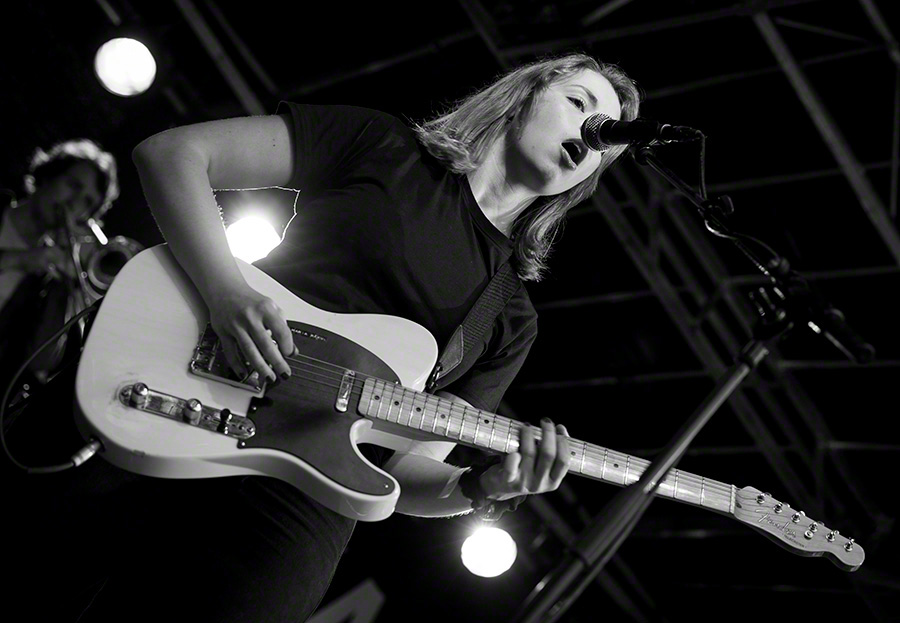
Maria Råkil (chitarra e voce)
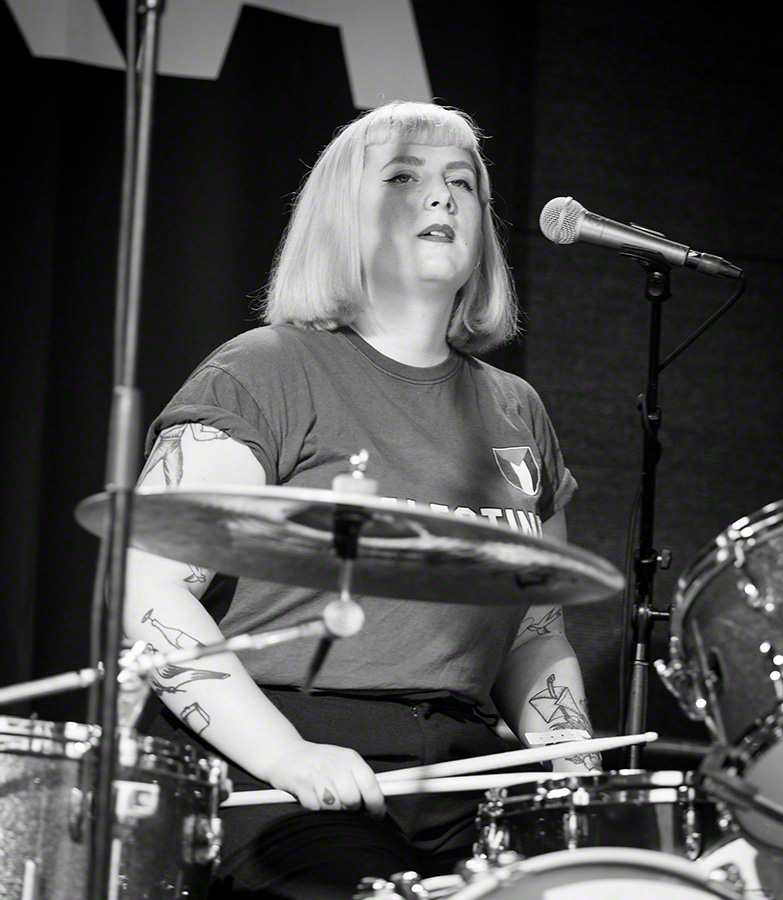
Embla Karidotter (batteria)
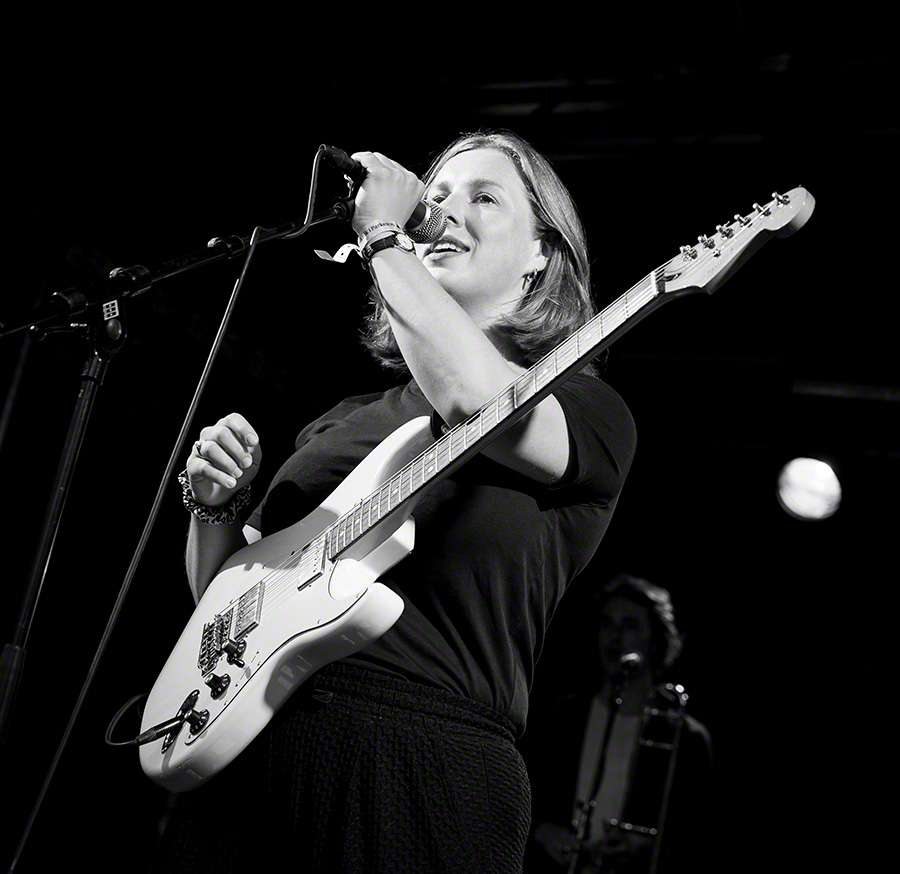
Marie Amdam (chitarra e voce)

## Discografia

### Singoli
- 2008: Love is All About the Timing (Opplett)
- 2011: Vondt i hjertet
- 2014: Syndere i Sommersol
- 2014: Faen Ta Deg
- 2015: Gi Meg, Gi Meg, Gi Meg
- 2016: Se deg ikke tilbake (Opplett)
- 2018: En sjanse til (Jansen Records)
- 2018: D Esje Meg (Jansen Records)
- 2018: Flyplassen (Jansen Records)

### Album
- 2011: Program 91 (LP, CD Smalltown Supersound)
- 2013: På Vei Hjem (LP, CD)
- 2015: Ut til de andre (CD)
- 2018: Sånn Kjennes Verden Ut (CD, LP, Jansen Records)

### EP
- 2008: Love is All About the Timing (Opplett)

### Comparizioni e collaborazioni
- 2013: Ingen slipper unna politikken, (questa loro cover compare sul disco "Real Ones & The Extended Family" dei Real Ones)
- 2016: We are the world, sull'album Baertur della band Baertur